# 2時ピタッ!
『2時ピタッ!』（にじピタッ）は、TBS製作の午後の生活情報番組である。制作局のTBSでは2006年4月3日から9月29日まで生放送された。

## 概要
2005年3月25日に終了した『ジャスト』以来TBSでは1年ぶりの午後の情報番組となった。
番組放送開始当初は若い主婦層をターゲットにしたスタイリッシュな情報番組を目指していた。事件報道に費やす時間は少ないが、緊急時には番組冒頭に現場から中継を繋いで放送された。また、不定期で放送時間を1時間延長して放送された。また、『ジャスト』同様、ネット局が自社制作番組の特番や緊急特番などを優先して放送する場合はそのネット局での本番組の放送が休止となった。
後期は、秋葉原や乙女ロードのおたくや萌えの特集が頻繁に（1か月に1回 - 2週に1回）特集が組まれた。末期には「おたく拝見!」といった企画まで登場した。
恵俊彰が総合司会の生活情報番組『2時っチャオ!』の開始に伴い、本番組は半年で終了。また、本番組の一部出演者は昼の情報番組『ピンポン!』に引き続き出演した。

## 放送時間
- 平日：14:00 - 14:55（JST）

## 出演者

### 総合司会
いずれもTBSアナウンサー。（当時）
- 安東弘樹（月曜日 - 木曜日）
- 藤森祥平（金曜日）
- 木村郁美（月曜日 - 金曜日）

### ニュースコーナー
いずれもTBSアナウンサー。（小川・秋沢は当時）
- 小川知子（月曜日・金曜日）
- 秋沢淳子（火曜日・水曜日）
- 長峰由紀（木曜日）

### リポーター
- 根本美緒
- 新保かずみ
- イザベルとベネ（2006年5月 - ）
- 羽賀たみこ（同上）
- 向井政生（同上、TBSアナウンサー）
- 浅葉彩（2006年8月 - ）
- 宮本裕子（2006年8月 - ）

## 主題歌・挿入歌

### オープニングテーマ
- 「Pour La Vie」（歌：Fuschia、作詞：nona、作曲：E.Satie、編曲：M.Kawashima）

アルバム『Pour La Vie』（2002年3月20日）に収録。

### エンディングテーマ
- 初代：「素顔のままで」（歌: ビリー・ジョエル）

ミュージカル『ムーヴィン・アウト』より。
- 二代目：「Close To You」（歌: nona）

tito sine qua non meets nona『BACHARACHMANIA』（2004年8月25日）に収録。

## 主なコーナー
- オープニングは芸能ニュースとトークによるもの。初期は、重大なニュースが起きた場合は芸能ニュースをなくし、そのニュースを伝えた。
- ピタッ!ランキング（ - 2006年7月28日）

その日話題になった事件・芸能などのニュースをベスト10形式にして紹介（『ブロードキャスター』の「お父さんのためのワイドショー講座」に近いコーナー）
- ピタッ!LIVE（ - 2006年4月21日）

その日の生出演ゲストのオススメスポットを中継のカメラを交えて紹介する
- ピタッ!ムーブメント（後にこの名前を無くし、曜日別の特集を組むようになった）。
- 心スッキリ!涙の断髪式（月曜日）

毎週ある女性が登場し、スタイリストが髪を切り新しい髪型にする。
- ニッポンのおサイフ事情（火曜日）

とある街にて、財布の中身をチェックする。
- オタク拝見!（水曜日）

おたくの持ち物をチェックする。ニッポンのおサイフ事情とほぼ同じ。
- しあわせ結婚講座（木曜日）

毎週1組の夫婦を紹介し、再現ドラマを交えながら「幸せの法則」を聞く。
- オトナの社会科見学（金曜日）

毎週ある所を見学する。
- 最新水着でスタイルアップ（月曜日・夏時期）

とあるビーチへ行き、そこにいる女性の水着を5点満点で評価する。2点以下なら新しい水着に着替える。
- おとなの悩み相談室（水曜日・夏時期）

大人が悩むテーマを子供たちが話し合って解決するもの。なお、この内容でない場合もあった。
- ピタッ!ネタ

いわゆる芸能ニュース。
- 2時ピタッ!ニュース（ニュースコーナー）

ニュースコーナーながら、『はなまるマーケット』同様、JNN協定が適用されていないことに加え、本番組が放送されない系列局があることから、基本的にJNNの冠は入らない（ただし、時々情報取材源としてJNNの冠が入ることがある）。

## 終了時のタイムテーブル
- 14:00：オープニング
- 14:01：ピタッ!ネタ
- 14:20：曜日代わり企画（コーナーを参照）
- 14:45：2時ピタッ!ニュース
- 14:50：今日の反省会
- 14:53：エンディング
- 14:55：終了

## ネット局
- 〇…同時フルネット
- ×…非ネット

| 放送対象地域   | 放送局                     | 系列    | 平日 14:00 - 14:55 | 備考                                                                |
| -------------- | -------------------------- | ------- | ------------------ | ------------------------------------------------------------------- |
| 関東広域圏     | TBSテレビ （TBS）          | TBS系列 | 〇                 | 【制作局】                                                          |
| 北海道         | 北海道放送 （HBC）         | TBS系列 | 〇                 |                                                                     |
| 岩手県         | IBC岩手放送 （IBC）        | TBS系列 | 〇                 |                                                                     |
| 宮城県         | 東北放送 （TBC）           | TBS系列 | 〇                 |                                                                     |
| 山形県         | テレビユー山形 （TUY）     | TBS系列 | 〇                 |                                                                     |
| 福島県         | テレビユー福島 （TUF）     | TBS系列 | 〇                 |                                                                     |
| 新潟県         | 新潟放送 （BSN）           | TBS系列 | 〇                 |                                                                     |
| 長野県         | 信越放送 （SBC）           | TBS系列 | 〇                 |                                                                     |
| 富山県         | チューリップテレビ （TUT） | TBS系列 | 〇                 |                                                                     |
| 石川県         | 北陸放送 （MRO）           | TBS系列 | 〇                 |                                                                     |
| 中京広域圏     | 中部日本放送 （CBC）       | TBS系列 | 〇                 | - 現:CBCテレビ                                                      |
| 鳥取県・島根県 | 山陰放送 （BSS）           | TBS系列 | 〇                 |                                                                     |
| 岡山県・香川県 | 山陽放送 （RSK）           | TBS系列 | 〇                 | - 現:RSK山陽放送                                                    |
| 広島県         | 中国放送 （RCC）           | TBS系列 | 〇                 |                                                                     |
| 山口県         | テレビ山口 （tys）         | TBS系列 | 〇                 |                                                                     |
| 高知県         | テレビ高知 （KUTV）        | TBS系列 | 〇                 |                                                                     |
| 福岡県         | RKB毎日放送 （RKB）        | TBS系列 | 〇                 |                                                                     |
| 長崎県         | 長崎放送 （NBC）           | TBS系列 | 〇                 |                                                                     |
| 熊本県         | 熊本放送 （RKK）           | TBS系列 | 〇                 |                                                                     |
| 大分県         | 大分放送 （OBS）           | TBS系列 | 〇                 |                                                                     |
| 鹿児島県       | 南日本放送 （MBC）         | TBS系列 | 〇                 |                                                                     |
| 沖縄県         | 琉球放送 （RBC）           | TBS系列 | 〇                 |                                                                     |
| 青森県         | 青森テレビ （ATV）         | TBS系列 | ×                  |                                                                     |
| 山梨県         | テレビ山梨 （UTY）         | TBS系列 | ×                  |                                                                     |
| 静岡県         | 静岡放送 （SBS）           | TBS系列 | ×                  | - 2006年6月30日でネット打ち切り。                                   |
| 近畿広域圏     | 毎日放送 （MBS）           | TBS系列 | ×                  | - 同時間帯は自社制作番組『ちちんぷいぷい』（14:00 - 17:50）を放送。 |
| 愛媛県         | あいテレビ （ITV）         | TBS系列 | ×                  |                                                                     |
| 宮崎県         | 宮崎放送 （MRT）           | TBS系列 | ×                  |                                                                     |

## スタッフ
- ナレーター：nona、服部潤、市川展丈
- 構成：高橋秀樹、善入茂雄／あべ、富樫佳織
- チーフディレクター：王堂健一、長嶋永知（ディ・コンプレックス）
- アシスタントプロデューサー：平佐智子
- プロデューサー：高田直、久保徹、竹元博文、足立信一郎、稲見亜矢
- チーフプロデューサー：吉崎隆
- 制作：TBSテレビ（制作局制作四部）
- 製作著作：TBS